# Enrico Seffer
Enrico Seffer (Palermo, 1839 – Palermo, 1919) è stato un fotografo italiano.
I maggiori fotografi che si contendevano la piazza di Palermo negli ultimi decenni di fine Ottocento, tra i più noti, ve ne erano tre: Giuseppe Incorpora (1834-1914), Eugenio Interguglielmi e, appunto il ritrattista Enrico Seffer.

## Biografia
Il padre di Enrico, Pietro (1777-1860), aveva fatto di mestiere il "caffettiere" cioè in un periodo in cui i caffè erano il ritrovo dei nobili e della ricca borghesia palermitana e veniva considerato un mestiere di tutto rispetto tanto che il suo corpo fu imbalsamato all'ingresso delle catacombe del Convento dei Cappuccini. La madre era Lucia D'Alessandro.
Non sappiamo con certezza l'inizio dell'attività fotografica di Enrico Seffer, probabilmente affascinato da alcuni fotografi francesi al seguito de I Mille scesi in Sicilia nel 1860.

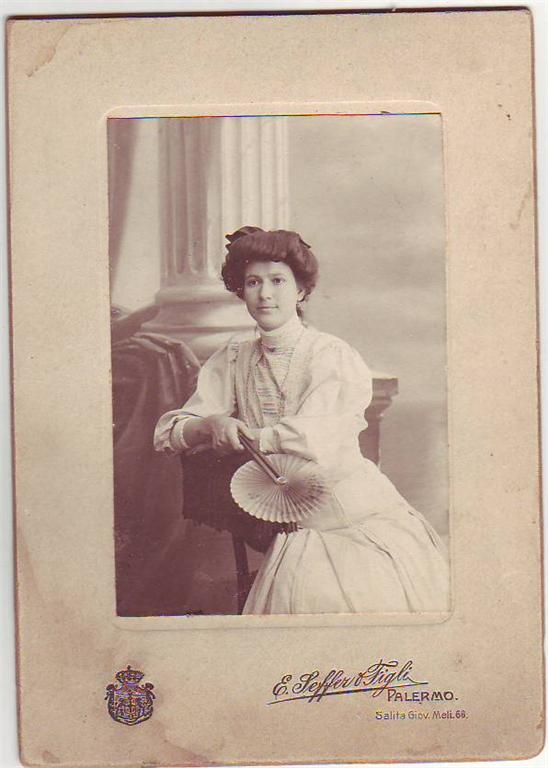
Ragazza, senza data

Ed è anche il periodo in cui va affermandosi la moda del ritratto e della carte de visite. In ogni caso fu proprio dopo il 1860 che iniziò la sua attività aprendo un suo atelier fotografico, anche per la necessità di aiutare la madre a mantenere la famiglia dopo la morte del padre, e successivamente si trasferì in una nuova sede con la dicitura "Fotografia italiana diretta dai fratelli Seffer”, insieme al fratello Antonino (1831–1910), il quale nel 1882 decise di lasciare Palermo per Napoli.
In quell'anno Seffer cambiò nuovamente sede, intestandosi lo studio, in quello che diventerà il famoso "loggiato Seffer", mentre nel frattempo aveva sposato Antonina Anfieri, figlia di un agrario proveniente da Avellino dalla quale ebbe tre figli maschi: Pietro (1872-1947), Michele (1875-1948) ed Achille (1888-1932).

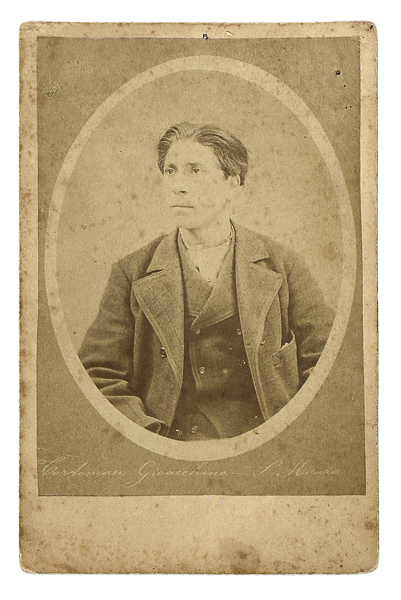
Gioacchino di San Mauro Castelverde (sul verso a mano viene riportata la scritta "criminale"), foto segnaletica, 1877 - conservata anche nel Catalogo generale dei Beni Culturali

Ormai il suo studio era lanciato ed aveva molti clienti tra i nobili e alta borghesia. Non solo, ma nel 1877 ricevette l'incarico di fotografare i briganti per le foto segnaletiche che lui riuscì a trasformare in ritratti "raffinati" ed "eleganti". Questo viene considerato il suo capolavoro. La collezione delle foto segnaletiche è conservata presso il Museo Etnografico Pitrè.
La sede dello studio diventò uno degli atelier più moderni della Palermo nel periodo della “belle époque”: eleganti sale d’aspetto, sala di posa e un attrezzato gabinetto per lo sviluppo. Anche la veranda artistica in legno e vetro veniva utilizzata quale scenario per le fotografie. In questo nuovo e particolare "loggiato" nel tempo divenne un luogo moderno ed elegante, in una delle vie centrali di Palermo, in Via Giovanni Meli 68, poco distante dalla Chiesa di Santa Maria la Nova e dalla Chiesa di San Domenico, ancora visibile per chi percorre la strada. Si deve poi ai figli che negli anni successivi incaricarono l'ingegnere Ernesto Armò di eseguire ulteriori lavori di modernariato.
In seguito all'Esposizione Nazionale del 1891-1892 anche lo studio cambiò denominazione, diventando “Studio Fotografico di Enrico Seffer e Figli” poiché almeno i primi due seguirono le orme paterne. Il secondogenito Michele, sposando Giuseppina Randazzo, della famiglia degli ottici omonimi, si mise in proprio con il nome di "Argo Foto".
Fra i nipoti, soltanto Domenico Seffer (1909-1970), detto Mimì, uno dei 4 figli di Pietro, continuò l’attività del padre e del nonno, fino alla morte. Pare che morì di infarto dentro alla camera oscura. Con la sua morte terminò l'attività che per 110 anni aveva tenuto in vita lo studio Seffer a Palermo.
Negli anni '80 e '90 si sono tenute alcune mostre dei materiali rinvenuti, ma nel 2000 il fondo Seffer è stato acquisito dal C.R.I.C.D.- Centro Regionale per l'Inventario, la Catalogazione e la Documentazione grafica, fotografica, aerofotogrammetrica, audiovisiva di Palermo. Il fondo comprende 328 stampe di vario formato della seconda metà dell’Ottocento, 2693 lastre di vetro alla gelatina bromuro d’argento, 143 negativi di formato 10×15 cm. e 554 pellicole (tra il 1958 e il 1963), strumenti fotografici d'epoca, sia da ripresa che da stampa, oltre a bromografi portatili per lastre di grande e piccolo formato, una lampada al magnesio e un ingranditore ad acetilene.
Come mostra il filmato TGR Sicilia avrebbe contribuito anche l'Associazione ACSI Palermo Foto a salvare il patrimonio fotografico Seffer dopo la decisione di demolire e ristrutturare l'edificio che ospitava parte dello studio dopo la morte dell'ultimo erede.

## Onorificenze
Premio al merito all'Esposizione Nazionale di Palermo del 1891-1892.